# Athripsodes inaequalis
Athripsodes inaequalis là một loài Trichoptera trong họ Leptoceridae. Chúng phân bố ở miền Cổ bắc.